# جغرافیای یمن

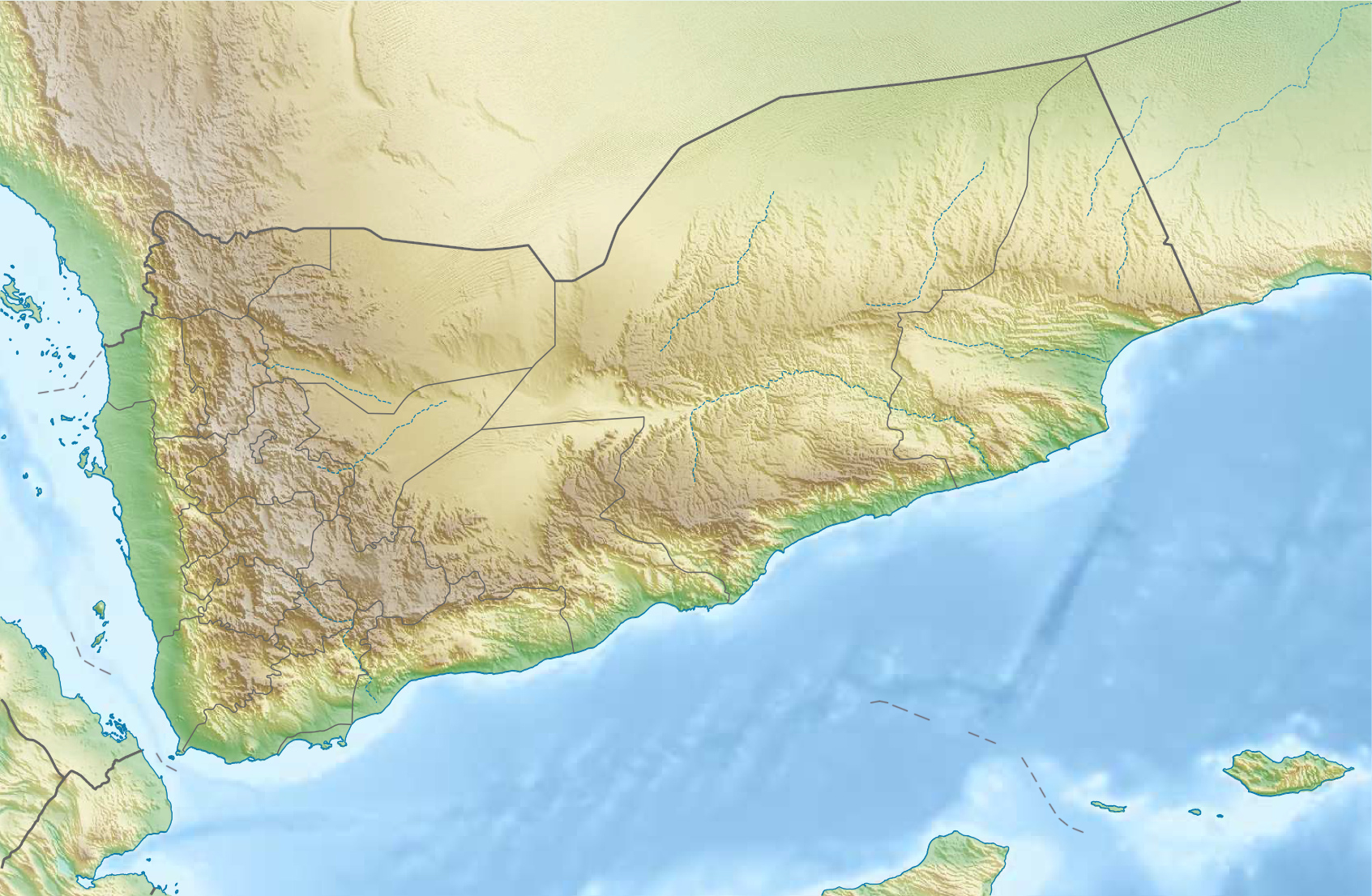
نقشه ناهمواری‌های یمن.

یمن در جنوب غربی آسیا، در انتهای جنوبی شبه جزیره عربستان، بین عمان و عربستان سعودی واقع شده‌است. یمن در ورودی تنگه باب‌المندب قرار دارد که دریای سرخ را به اقیانوس هند (از طریق خلیج عدن) پیوند می‌دهد و یکی از فعال‌ترین و راهبردی‌ترین خطوط ترابری دریایی در جهان است. یمن، به اضافه جزیره پریم در انتهای جنوبی دریای سرخ و سقطرا در ورودی خلیج عدن، ۵۲۷٫۹۷۰ کیلومتر مربع مساحت دارد.
یمن دارای دو ساحل مهم است، ساحلی غربی در کرانهٔ دریای سرخ و ساحلی جنوبی در کرانهٔ دریای عرب، همچنین دارای بیش از ۲۰۰ جزیره است که مهم‌ترین آنها سقطرا در دریای عرب است. یمن از شمال عربستان سعودی، از جنوب به خلیج عدن، از غرب به ساحل دریای سرخ و از سمت شرق به عمان محدود می‌شود.
مرزهای زمین یمن در کل ۱٬۷۴۶ کیلومتر است. یمن از سوی شمال مرزی ۱٬۴۵۸ کیلومتری با عربستان سعودی و از طرف شمال شرق مرزی۲۸۸ کیلومتری با عمان دارد.

## ناهمواری‌ها

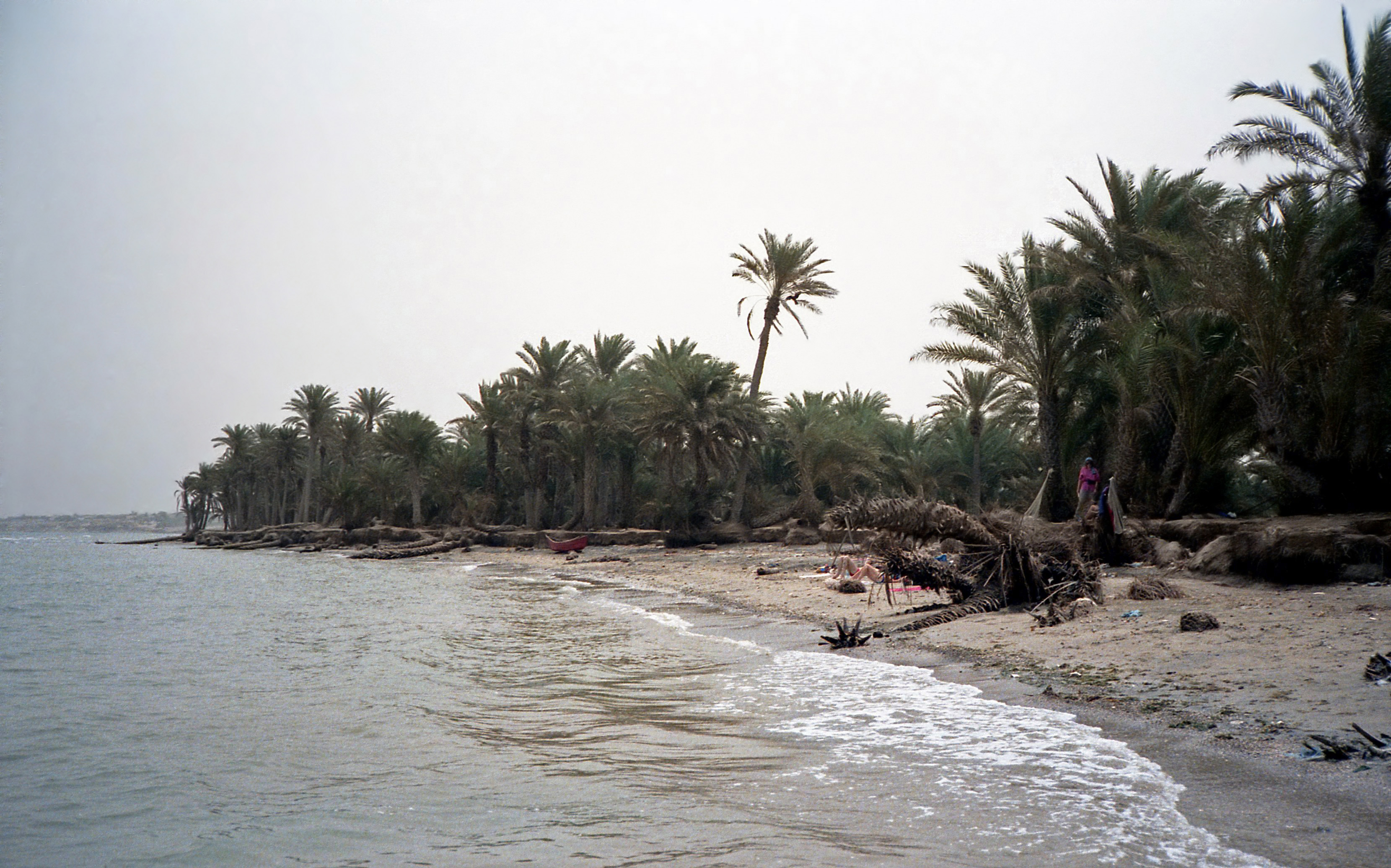
تهامه

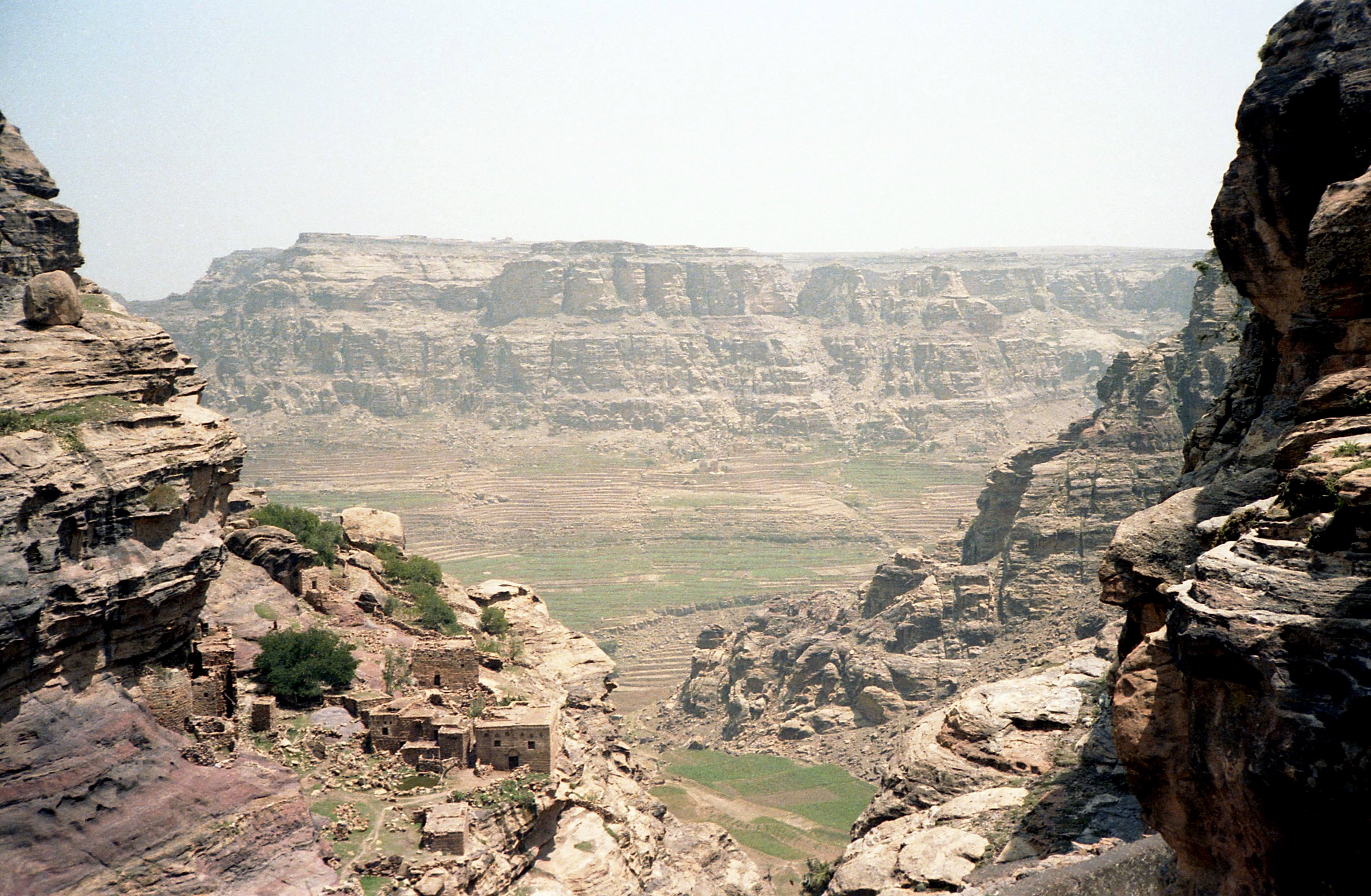
نزدیک کوکبان

یمن از نظر زمین‌شناسی انتهای جنوبی صفحه عربستان را اشغال می‌کند. داخله کوهستانی این کشور را دشت‌های ساحلی کم‌عرضی در غرب، جنوب و شرق و بیابانی مرتفع در شمال، در امتداد مرز با عربستان سعودی، احاطه کرده‌اند.
تهامه یک دشت نیمه‌بیابانی ساحلی ۴۱۹ کیلومتری است که در امتداد دریای سرخ ادامه دارد و بخشی از ناحیه بوم‌شناختی «بیابان مه‌آلود ساحلی شبه‌جزیره عربستان» به‌شمار می‌آید.
در مناطق مرتفع چندین وادی و دره رودخانه وجود دارد که در ماه‌های زمستان خشک‌اند (یمن هیچ رودخانه دائمی ندارد). قابل توجه‌ترین وادی این کشور یعنی حضرموت در شرق یمن است که قسمت‌های بالایی آن شامل خاک آبرفتی و آبگیرهای سیلابی است و بخش پایین‌تر آن برهوت و عمدتاً غیرمسکونی است. هم منطقه فلات شرقی و هم بیابان در شمال، پوشش گیاهی کمی دارند و گرم و خشک‌اند.
در شمال شرق کشور کویر ربع‌الخالی قرار دارد که بیابانی شنی و بزرگ‌ترین سطح شن و ماسه‌ای در جهان است. در ربع‌الخالی بارش بسیار کم است و مدت‌های طولانی اصلاً وجود ندارد و رویش گیاهی هم در آن بسیار کم است.
ارتفاعات مرکزی نسبت به ارتفاعات غربی خشک‌ترند، اما در ترسالی به اندازه‌ای باران دریافت می‌کند که باردهی خوبی از کشاورزی به‌دست بیاید.
تغییرات دمای روزانه در ارتفاعات یمن در بین بالاترین‌ها در جهان است: پایین افتادن دما از ۳۰ درجه سانتیگراد در روز تا صفر درجه سانتیگراد در شب در این مناطق امری طبیعی است. ذخیره آب امکان آبیاری و رشد گندم و جو را فراهم می‌کند در حالی که ارتفاعات غربی به تولید ذرت خوشه‌ای، قهوه و برخی میوه‌های گرمسیری مانند موز و انبه معروف‌اند.

## کوهستان‌ها
یمن کشوری است با بلندی‌های زیاد و به هم پیوسته و تنها دشت‌های ساحلی این کشور مناطقی پست هستند. قله‌های بریده‌بریده و فلات‌ها بیشتر مساحت یمن را در بر می‌گیرند و میانگین ارتفاع در این کشور حدود ۲۰۰۰ متر است. ارتفاع کوهستان‌های داخلی از چند صد متر تا بلندترین نقطه کشور، یعنی جبل النبی شعیب متفاوت است. جبل النبی شعیب از سطح دریا ۳٬۶۶۶ متر ارتفاع دارد. یمن با داشتن این قله دومین نقطه مرتفع در جهان عرب را دارد. بلندترین قله کشورهای عربی کوه توبقال در مراکش است به بلندی ۴٬۱۶۷ متر.
کوهستانی بودن باعث شده‌است که یمنی‌ها هزاران سال به صورت منزوی زندگی کنند و بازرگانی خارجی تنها زمانی که برخی از یمنی‌ها مایل به رفتن به مناطق ساحلی بودند انجام شده‌است.
کوه‌های این کشور جوان‌اند و اشکال تیز و بریده‌بریده‌ای دارند. کوهستان‌های یمن را می‌توان به دو بخش ارتفاعات غربی و ارتفاعات مرکزی جدا کرد. ارتفاعات غربی دارای قله‌هایی ۳۰۰۰ متری است و خاکی نسبتاً حاصلخیز و بارندگی کافی و فراوان دارد. ارتفاعات مرکزی بیشتر شبیه به یک فلات ۲۰۰۰ تا ۳۲۰۰ متری است که تپه‌ماهورهای کوچک و بزرگ و چندین قله‌های بسیار برجسته دارد. بارندگی کمتری در این منطقه دیده می‌شود، اما بارش در ماه‌های تابستان برای حفظ محصولات زراعی کافی است.

## آب‌وهوا
درجه حرارت به‌طور کلی در یمن، به ویژه در مناطق ساحلی بسیار بالا است. بارش باران محدود است و میزان آن به ارتفاع مناطق بستگی دارد. کوهستان‌ها تابستان‌هایی معتدل و بارانی با میانگین دمای بالای ۲۱ درجه سانتیگراد و زمستان‌هایی خنک و نسبتاً خشکی دارند که دمای هوا طی آن گاه به زیر صفر درجه سانتی‌گراد هم می‌رسد.
آب‌وهوای تهامه (دشت ساحلی غربی) گرمسیری است. دما در این منطقه گاه بیش از ۵۴ درجه سانتی‌گراد و رطوبت آن ۵۰ تا ۷۰ درصد است. در این منطقه بارش باران، که به صورت رگبارهای شدید ناگهانی می‌آید، سالانه به‌طور متوسط ۱۳۰ میلی‌متر است. در عدن دمای متوسط ۲۵ درجه سانتی‌گراد در ژانویه و ۳۲ درجه سانتی‌گراد در ژوئن است، اما اغلب به بیش از ۳۷ درجه سانتی‌گراد هم می‌رسد. میانگین بارندگی سالانه در این ناحیه ۱۲۷ میلی‌متر است.
بلندترین مناطق کوهستانی جنوب یمن در سال ۵۲۰ تا ۷۶۰ میلی‌متر باران دریافت می‌کنند. بعضی از مناطق ارتفاعات غربی، به‌ویژه اب و تعز، هر ساله حدود ۱۰۰۰–۱٬۵۰۰ میلی‌متر بارش دارند. پایتخت، صنعا، سالانه حدود ۳۰۰ میلی‌متر بارش دارد. غیر معمول نیست که در بخش‌های شمالی و شرقی این کشور برای پنج سال یا بیشتر هیچ بارانی نبارد. وادی حضرموت در قسمت شرقی یمن خشک و گرم است و رطوبت آن بین ۳۵ درصد در ماه ژوئن تا ۶۴ درصد در ژانویه متغیر است. به‌طور کل، یمن در سمت شرق خشک و در غرب مرطوب است.